# Nagylók
Nagylók là một thị trấn thuộc hạt Fejér, Hungary. Thị trấn này có diện tích 32,44 km², dân số năm 2010 là 1065 người, mật độ 33 người/km².